# غني ميرزو
غني ميرزو، موسيقار كردي من مواليد 1968 بمدينة القامشلي، يقيم في إسبانيا منذ عام 1993. فبعد أن حصل على شهادة البكالوريا السورية، درس الموسيقا في المعهد الموسيقي في مدينة حلب في عام 1988 وعام 1989. وبعد أن تخرج منها توجه إلى أسبانيا، حيث تابع دراسته الموسيقية (ليسيو) لمدة ست سنوات، في المعهد العالي بمدينة برشلونة بدءاً من عام 1994 حتى عام 2000، حيث تخصص في موسيقا الفلامنكو، وأبدع فيها من خلال أعمال ونتاجات، ظهرت له فيما بعد، وأنبهر بها الأسبان إلى حد كبير.
الموسيقار غني ميرزو، العازف البارع على آلة العود يعمل بشكل أساسي في التلحين الموسيقي والغنائي مع التوزيع الآلي، ينهج في تأليفه الموسيقي منهجاً جديداً يعتمد على طريقة المزج بين الموسيقا الشرقية والموسيقا الغربية، إذ نجد جمل كردية ممزوجة بنغمات الجاز والفلامنكو والحان شرقية وذلك على نحو فني، مما ينتج مولوداً موسيقياً يتسم بالغرابة من جانب، ويتمتع بطابع الحداثة من جانب آخر. وهذا ما دفع عدد من النقاد الموسيقيين الأسبان للوقوف عند أعماله وبيان رأيهم فيها، وأعتقد أن هذه العملية في المزج الموسيقي يوحي إلى إمكانية التفاعل الحضاري بين شعوب العالم عكس الرأي الداعي إلى التركيز على الخصوصية القومية التي يتشدق بها غلاة القوميون أو دعاة الفكر القومي بين بعض الشعوب التي تمتلك دولة قومية مستقلة ذات سيادة وطنية، والتخندق في حفرة الذات المتخلفة التي لا ترى الآخر ولا تعترف به، ويتمسكون بسياسة الإقصاء.
منذ عام 1993 – 1994 وهو يرأس فرقة موسيقية مكونة من عدة عازفين على الألات الموسيقية التالية: العود، البزق، الإيتار الإسباني، السيتار الهندي، والات ايقاعية. وتم تطوير الفرقة مؤخراً بإضافة الات موسيقية أخرى مثل الفيولونسيل، والكلارينيت، وألات ايقاعية جديدة. ولا زالت الفرقة قائمة باسم فرقة (غني ميرزو) الموسيقية، ومستمرة في تقديم أعمالها ونشاطاتها الفنية في المهرجانات الموسيقية التي تقام في إسبانيا وأوروبا، حيث يقدم الفنان غني ميرزو أعمال ومعزوفات موسيقية نالت إعجاب الإسبان، وهذا ما جعلته أن يكتسب شهرة عالية في الوسط الموسيقي الإسباني حيث يقدم عروضه الموسيقية (كونسرتو) في أرقى وأشهر صالات برشلونة مثل لاوديتوريو. ومن ناحية أخرى نجد أنه يقدم عروضه الموسيقية في معظم المدن الاوربية، وخاصة في مدريد، وبرشلونة، وباريس، وبرلين، ولندن، وامستردام.
وفي شباط عام 2006 بالاشتراك مع الفنانين الكرديين دلشاد سعيد (عازف كمان) وحسين زهاوي (عازف ايقاع) قدم سميناراً في أكاديمية (شفان برور) بمدينة فرانكفورت، وكانت محاضرته تدور حول أوجه التشابه والاختلاف بين الموسيقا الكردية وموسيقا الفلامنكو.

## أعماله الموسيقية
أن معظم أعمال ميرزو الموسيقية، تتسم بالحداثة في طابعها، وجملها النغمية التي تتكون من مزج فني وهارموني، بين عناصر الفولكلور الكردي وعناصر من موسيقا الفلامنكو الإسبانية، مع ايقاعات الجاز الكردية. وهي في معظمها موسيقا آلية تتدرج بين الطابع التأملي في بعض أجزائها، والإيقاع العالي في سلسلة نغمية يتم نسجها هارمونياً.
يمكن أن نحصر أعماله في ثلاث البومات موسيقية هي: (“Roni” )، و(“Totîco”)، و(1001 nights)، مطبوعة على ديسكات أنتجتها شركات إسبانية وفرنسية.. ويمكن تعريفها بايجاز:
1. النتاج الموسيقي الأول في عام 1998- 1999 مطبوعة في البوم باسم (روني) “Roni”، وهو عمل موسيقي آلي يمزج بين الموسيقا الكردية وموسيقا شعوب أخرى، وخاصة الإسبانية والهندية حيث استعمل آلة السيتار الهندي والإيتار الإسباني في اطار تلوينة موسيقية تحاول أن تتخطى حدود الخصوصية القومية باكتسابها أبعاد عولمية تعبر عن مزاج العصر بطابعها المعلوماتي التي تكسر قيود الخصوصية الوهمية التي تعشعش في أذهان أشخاص دونكيشوتية الفكر.
2. النتاج الموسيقي الثاني باسم توتيكو “Totîco” وهو عمل موسيقي آلي يمزج بين الموسيقا الكردية وموسيقا الجاز والفلامنكو باستخدام الات موسيقية متعددة مثل العود والإيتار والكلارينيت والات ايقاعية شرقية مثل الدف والدربكة والطبلة الهندية.
3. النتاج الموسيقي الثالث وهي موسيقا تصويرية لمسرحية الف ليلة وليلة الإسبانية المستوحاة من عوالم الف ليلة وليلة الشرقية، قامت به فرقة (اليس كوميديانتس) الكتلانية. وهذا العمل نال جائزة أفضل ثلاث أعمال موسيقية في مجال الموسيقا التصويرية، حيث نشر كبريات الصحف الإسبانية مثل الباييز، ولوموند، والبريوديكو، ولبنكلورديا خبراً مفاده أن العنصر الفني الأفضل في المسرحية هو الموسيقا التصويرية التي وضعها الموسيقار الكردي غني ميرزو.
4. النتاج الرابع ويتمثل بمشاركته في وضع موسيقاه لبعض هذه الالبومات في موسيقا تصويرية لفيلم وثائقي باسم (فنديدا سانغ) من إنتاج كندي وإخراج مخرجة كردية عيلام كفتان. والفيلم عبارة عن قصة حزينة تدور حول معاناة فتاة. وقد عرض الفيلم في مهرجانات سينمائية أوروبية وكردية

## وصلات خارجية
- الموقع الرسمي.